# Bahnstrecke Mollendo–Juliaca
| Zug mit Containern vom Hafen Matarani kurz vor dem Bahnhof km 99 |                      |                                           |                                           |
| Streckenlänge: | 476 km               |                                           |                                           |
| Spurweite: | 1435 mm (Normalspur) |                                           |                                           |
| Maximale Neigung: | 40 ‰                 |                                           |                                           |
| Zweigleisigkeit: | nein                 |                                           |                                           |
| |                      |                                           |                                           |
| \| \| 0 \| Hafen Matarani \| 5 m \| \| \| 4 \| Mataraní Terminal \| Mataraní Terminal \| \| \| 0,0 \| Mollendo \| Mollendo \| \| \| \| \| \| \| \| \| \| \| \| \| 14,6 \| Mejia \| Mejia \| \| \| 21,2 \| Ensenada \| Ensenada \| \| \| \| Bahnstrecke Ensenada–Pampa Blanca, 750 mm \| \| \| \| \| Bahnstrecke Ensenada–Chucarapi, 600 mm \| \| \| \| 30,2 \| Tambo \| Tambo \| \| \| 40,5 \| Posco \| Posco \| \| \| 47,5 \| Cahuintala \| Cahuintala \| \| \| 55,5 \| Cachendo \| Cachendo \| \| \| 70,7 \| Huàgri \| Huàgri \| \| \| \| Tintayani \| \| \| \| \| Catarindo \| \| \| \| 29 \| Blanca \| Blanca \| \| \| \| \| \| \| \| 39 \| Guerreros \| Guerreros \| \| \| 50 \| \| \| \| \| \| Vitor \| \| \| \| \| Bahnstrecke Vitor–Sotillo \| \| \| \| \| Anschlussgleis: Aeropuerto Mariano Melgar \| \| \| \| \| \| \| \| \| \| La Joya (unterer Bahnhof) \| \| \| \| 87,1 62 \| La Joya (Vitor) \| La Joya (Vitor) \| \| \| 126,6 \| Pozo Blanco \| Pozo Blanco \| \| \| 135,2 \| Quishuarani \| Quishuarani \| \| \| 151,7 \| Uchumayo \| Uchumayo \| \| \| 156,9 \| Huaico \| Huaico \| \| \| 160,7 \| Tiabaya \| Tiabaya \| \| \| 168,8 \| Tingó \| Tingó \| \| \| 169,9 2,1 \| Parada Tres Cruces \| Parada Tres Cruces \| \| \| 172,0 0,0 \| Arequipa \| 2335 m \| \| \| 5,0 \| Cerro Colorado \| Cerro Colorado \| \| \| 9,8 \| Cuarentenaria (Cantera) \| Cuarentenaria (Cantera) \| \| \| 29,0 \| Yura \| Yura \| \| \| 38,0 \| Uyupampa \| Uyupampa \| \| \| 43,6 \| Morro Verde \| Morro Verde \| \| \| 46,9 \| Quiscos \| Quiscos \| \| \| 60,0 \| Ayrampal \| Ayrampal \| \| \| 71,0 \| Pampas de Arrieros \| Pampas de Arrieros \| \| \| 80 \| Abra \| Abra \| \| \| 93,7 \| Cañaguas \| Cañaguas \| \| \| 99 \| Estacion km 99 \| Estacion km 99 \| \| \| 113,4 \| Sumbay \| Sumbay \| \| \| \| Río Chili \| \| \| \| 129,2 \| Pucacancha \| Pucacancha \| \| \| 138,8 \| Pillones \| Pillones \| \| \| 154,5 \| Vincocaya \| Vincocaya \| \| \| 164,6 \| Imata \| Imata \| \| \| 170,6 \| Colca \| Colca \| \| \| 187,0 \| Crucero Alto (Scheitelpunkt) \| 4470 m \| \| \| 197,5 \| Parihuanas \| Parihuanas \| \| \| 207,5 \| Lagunillas \| Lagunillas \| \| \| 221,8 \| Hullani \| Hullani \| \| \| 225,8 \| Saracocha \| Saracocha \| \| \| 231,6 \| La Compuerta \| La Compuerta \| \| \| 238,1 \| Santa Lucía \| Santa Lucía \| \| \| 239,6 \| Limón Verde \| Limón Verde \| \| \| 249,8 \| Maravillas \| Maravillas \| \| \| 261,1 \| Tayataya \| Tayataya \| \| \| 271,2 \| Deustua (Cabanillas) \| Deustua (Cabanillas) \| \| \| 290,6 \| Yocará \| Yocará \| \| \| \| Bahnstrecke Cusco–Puno von Cusco \| \| \| \| 304,4 \| Juliaca \| 3825 m \| \| \| \| nach Puno \| \| \| \| \| \| \| \| Quellen: a) Open Railway Map; abgerufen am 16. September 2021 b) Peru Railways – Passenger Stations & Stops (2001), S. 1 c)[1]:61, 80f \| \| \| \| |                      |                                           |                                           |
| Betriebs-/Güterbahnhof Streckenanfang | 0                    | Hafen Matarani                            | 5 m                                       |
| Bahnhof | 4                    | Mataraní Terminal                         | Mataraní Terminal                         |
| Kopfbahnhof Streckenanfang · Strecke | 0,0                  | Mollendo                                  | Mollendo                                  |
| Abzweig ehemals geradeaus und nach links · Abzweig nach links und nach rechts · Strecke von rechts |                      |                                           |                                           |
| Strecke nach links (außer Betrieb) · Strecke von rechts (außer Betrieb) · Strecke |                      |                                           |                                           |
| Bahnhof (Strecke außer Betrieb) · Strecke | 14,6                 | Mejia                                     | Mejia                                     |
| Kopfbahnhof Streckenanfang (Strecke außer Betrieb) · Kopfbahnhof Streckenanfang (Strecke außer Betrieb) · Bahnhof (Strecke außer Betrieb) · Strecke | 21,2                 | Ensenada                                  | Ensenada                                  |
| Strecke nach rechts (außer Betrieb) · Strecke (außer Betrieb) · Strecke (außer Betrieb) · Strecke |                      | Bahnstrecke Ensenada–Pampa Blanca, 750 mm | Bahnstrecke Ensenada–Pampa Blanca, 750 mm |
| Strecke nach rechts (außer Betrieb) · Strecke (außer Betrieb) · Strecke |                      | Bahnstrecke Ensenada–Chucarapi, 600 mm    | Bahnstrecke Ensenada–Chucarapi, 600 mm    |
| Bahnhof (Strecke außer Betrieb) · Strecke | 30,2                 | Tambo                                     | Tambo                                     |
| Bahnhof (Strecke außer Betrieb) · Strecke | 40,5                 | Posco                                     | Posco                                     |
| Bahnhof (Strecke außer Betrieb) · Strecke | 47,5                 | Cahuintala                                | Cahuintala                                |
| Bahnhof (Strecke außer Betrieb) · Strecke | 55,5                 | Cachendo                                  | Cachendo                                  |
| Bahnhof (Strecke außer Betrieb) · Strecke | 70,7                 | Huàgri                                    | Huàgri                                    |
| Strecke (außer Betrieb) · Bahnhof |                      | Tintayani                                 | Tintayani                                 |
| Strecke (außer Betrieb) · ehemaliger Bahnhof |                      | Catarindo                                 | Catarindo                                 |
| Strecke (außer Betrieb) · Bahnhof | 29                   | Blanca                                    | Blanca                                    |
| Strecke (außer Betrieb) · Tunnel |                      |                                           |                                           |
| Strecke (außer Betrieb) · Bahnhof | 39                   | Guerreros                                 | Guerreros                                 |
| Strecke (außer Betrieb) · Dienststation / Betriebs- oder Güterbahnhof | 50                   |                                           |                                           |
| Bahnhof (Strecke außer Betrieb) · Strecke |                      | Vitor                                     | Vitor                                     |
| Abzweig geradeaus und nach links (Strecke außer Betrieb) · Strecke |                      | Bahnstrecke Vitor–Sotillo                 | Bahnstrecke Vitor–Sotillo                 |
| Strecke (außer Betrieb) · Abzweig geradeaus und von rechts |                      | Anschlussgleis: Aeropuerto Mariano Melgar | Anschlussgleis: Aeropuerto Mariano Melgar |
| Abzweig ehemals geradeaus und von links · Strecke nach rechts |                      |                                           |                                           |
| Bahnhof |                      | La Joya (unterer Bahnhof)                 | La Joya (unterer Bahnhof)                 |
| Bahnhof | 87,1 62              | La Joya (Vitor)                           | La Joya (Vitor)                           |
| ehemaliger Bahnhof | 126,6                | Pozo Blanco                               | Pozo Blanco                               |
| Bahnhof | 135,2                | Quishuarani                               | Quishuarani                               |
| Bahnhof | 151,7                | Uchumayo                                  | Uchumayo                                  |
| ehemaliger Bahnhof | 156,9                | Huaico                                    | Huaico                                    |
| ehemaliger Bahnhof | 160,7                | Tiabaya                                   | Tiabaya                                   |
| ehemaliger Bahnhof | 168,8                | Tingó                                     | Tingó                                     |
| Strecke von links · Abzweig geradeaus, nach rechts und von rechts | 169,9 2,1            | Parada Tres Cruces                        | Parada Tres Cruces                        |
| Kopfbahnhof Streckenende · Strecke | 172,0 0,0            | Arequipa                                  | 2335 m                                    |
| ehemaliger Bahnhof | 5,0                  | Cerro Colorado                            | Cerro Colorado                            |
| ehemaliger Bahnhof | 9,8                  | Cuarentenaria (Cantera)                   | Cuarentenaria (Cantera)                   |
| Bahnhof | 29,0                 | Yura                                      | Yura                                      |
| ehemaliger Bahnhof | 38,0                 | Uyupampa                                  | Uyupampa                                  |
| Bahnhof | 43,6                 | Morro Verde                               | Morro Verde                               |
| ehemaliger Bahnhof | 46,9                 | Quiscos                                   | Quiscos                                   |
| ehemaliger Bahnhof | 60,0                 | Ayrampal                                  | Ayrampal                                  |
| Bahnhof | 71,0                 | Pampas de Arrieros                        | Pampas de Arrieros                        |
| ehemaliger Bahnhof | 80                   | Abra                                      | Abra                                      |
| Bahnhof | 93,7                 | Cañaguas                                  | Cañaguas                                  |
| Bahnhof | 99                   | Estacion km 99                            | Estacion km 99                            |
| Bahnhof | 113,4                | Sumbay                                    | Sumbay                                    |
| Brücke über Wasserlauf |                      | Río Chili                                 | Río Chili                                 |
| Bahnhof | 129,2                | Pucacancha                                | Pucacancha                                |
| Bahnhof | 138,8                | Pillones                                  | Pillones                                  |
| ehemaliger Bahnhof | 154,5                | Vincocaya                                 | Vincocaya                                 |
| Bahnhof | 164,6                | Imata                                     | Imata                                     |
| ehemaliger Bahnhof | 170,6                | Colca                                     | Colca                                     |
| Bahnhof | 187,0                | Crucero Alto (Scheitelpunkt)              | 4470 m                                    |
| ehemaliger Bahnhof | 197,5                | Parihuanas                                | Parihuanas                                |
| ehemaliger Bahnhof | 207,5                | Lagunillas                                | Lagunillas                                |
| ehemaliger Bahnhof | 221,8                | Hullani                                   | Hullani                                   |
| ehemaliger Bahnhof | 225,8                | Saracocha                                 | Saracocha                                 |
| ehemaliger Bahnhof | 231,6                | La Compuerta                              | La Compuerta                              |
| Bahnhof | 238,1                | Santa Lucía                               | Santa Lucía                               |
| ehemaliger Bahnhof | 239,6                | Limón Verde                               | Limón Verde                               |
| ehemaliger Bahnhof | 249,8                | Maravillas                                | Maravillas                                |
| ehemaliger Bahnhof | 261,1                | Tayataya                                  | Tayataya                                  |
| Bahnhof | 271,2                | Deustua (Cabanillas)                      | Deustua (Cabanillas)                      |
| ehemaliger Bahnhof | 290,6                | Yocará                                    | Yocará                                    |
| Abzweig geradeaus und von links |                      | Bahnstrecke Cusco–Puno von Cusco          | Bahnstrecke Cusco–Puno von Cusco          |
| Bahnhof | 304,4                | Juliaca                                   | 3825 m                                    |
| Strecke |                      | nach Puno                                 | nach Puno                                 |
| |                      |                                           |                                           |
| Quellen: a) Open Railway Map; abgerufen am 16. September 2021 b) Peru Railways – Passenger Stations & Stops (2001), S. 1 c):61, 80f |                      |                                           |                                           |

Die Bahnstrecke Mollendo–Juliaca gehört zum Netz der Peruanischen Südbahn, das in Normalspur errichtet wurde und heute von der PeruRail betrieben wird.

## Geografische Lage

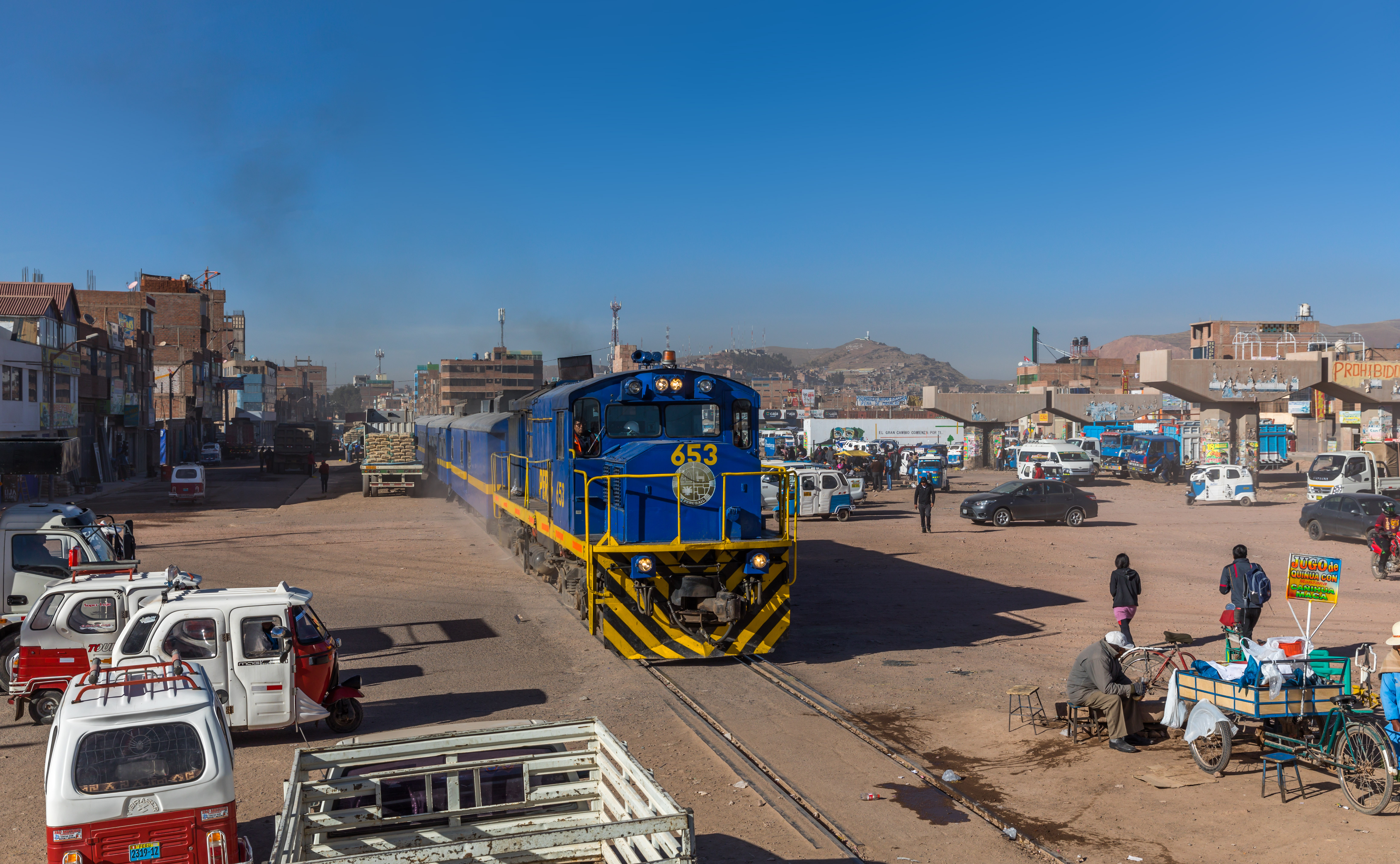
Einfahrt in Juliaca

Aufgrund der Topografie, des steilen Anstiegs von der Küste des Pazifik zum Hochland und den Anden, weist die Bahn im unteren Abschnitt zahlreiche Kurven und eine Steigung bis zu 40 ‰ auf.:54 Um die Trasse anzulegen, wurden allein auf den ersten 30 km 3000 m3 Schwarzpulver verbraucht.:68 Im Bahnhof Crucero Alto erreicht die Strecke mit einer Höhe von 4470 m ü. M. ihren Scheitelpunkt – auf fast der gleichen Höhe wie die Spitze des Matterhorns (4478 m ü. M.). Insgesamt nutzt die Strecke in einem hohen Maß die Konturen des Geländes und weist nur fünf Brücken und einen Tunnel auf.:68 

## Geschichte

### Hauptstrecke

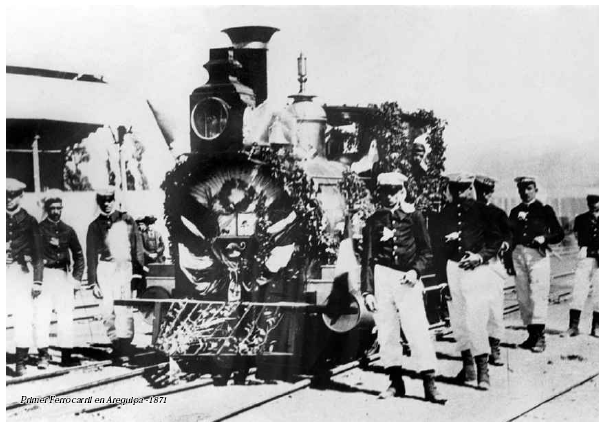
Lokomotive des Eröffnungszugs in Arequipa

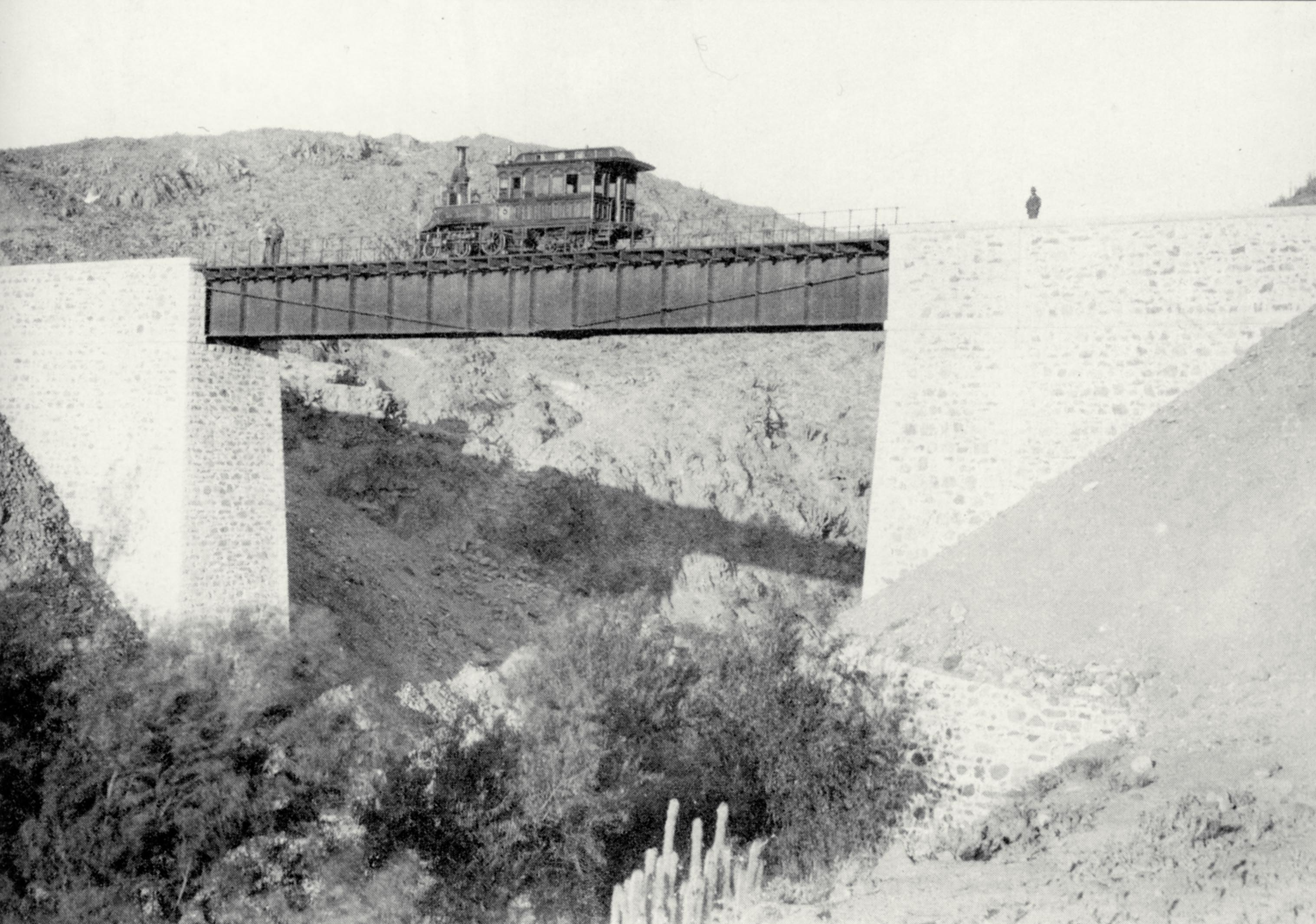
Dampftriebwagen Explorador für Inspektionsfahrten auf der Strecke

Bereits seit den 1850er Jahren gab es Bestrebungen, Arequipa, das auf einer Höhe von ca. 2300 m liegt, mit einem Hafen am Pazifischen Ozean zu verbinden.:52 Es dauerte dann aber doch bis zum Ende der 1860er Jahre, bis das Projekt angegangen wurde. Dazu erhielt Henry Meiggs am 30. April 1868 von der Regierung Perus – neben dem Bau der Zentralbahn – auch den Auftrag zum Bau der Südbahn.:62 Er war durch das mit großem Erfolg abgeschlossene Projekt einer Eisenbahn zwischen Valparaíso und Santiago in Chile ausgewiesen.:52 Beim Bahnbau arbeiteten etwa 12.000 Menschen, rund die Hälfte stammten aus China. Rund 2.000 überlebten den Bahnbau nicht und fielen vor allem Seuchen und Krankheiten zum Opfer.:54f Die 172 km lange Strecke zwischen Mollendo und Arequipa wurde am 24. Dezember 1870 nach weniger als zwei Jahren Bauzeit eröffnet, sechs Monate früher als vertraglich vereinbart. Meiggs pachtete die Strecke von der Regierung und betrieb sie selbst.:63
Die Vermessung der zweiten Etappe der Strecke über Juliaca bis Puno erfolgte 1869.:63 Auch hier erhielt Henry Meiggs den Zuschlag für den Bau. Noch einmal war etwa der gleiche Höhenunterschied zu überwinden, wie bei der ersten Teilstrecke. Die Trassierung beider Teilstrecken stammt von dem deutschen Ingenieur Friedrich Blume. Der Bau des zweiten Abschnitts nahm sehr viel mehr Zeit in Anspruch, weil sich aufgrund des Deutsch-Französischen Kriegs Materiallieferungen aus Europa verzögerten:56 und es zu Schwierigkeiten bei der Finanzierung kam. Der Verkehr konnte 1876 aufgenommen werden.:64
Der Hafen von Mollendo erwies sich für das Anlegen größerer Schiffe als problematisch, so dass sich der Verkehr zunehmend in den benachbarten Hafen von Matarani verlagerte, wohin die Strecke parallel der Küste verlängert wurde. Für den direkten Verkehr aus dem Hochland nach Matarani entstand 1951:63 oder 1952:54 eine Strecke, die im Bahnhof La Joya abzweigt. Zur gleichen Zeit soll auch die Verbindungsbahn zwischen Mollendo und Matarani gebaut worden sein. Die historische Strecke zwischen La Joya und Mollendo wurde 1988 aufgegeben und anschließend abgebaut.:68

### Anschließende Strecken
- Die Bahnstrecke Ensenada–Pampa Blanca errichtete der Eigentümer der Hazienda Pampa Blanca. Es war eine Schmalspurbahn mit der Spurweite von 750 mm und 20 km Länge. 1906 ging sie in Betrieb. Als die Militärjunta unter Juan Velasco Alvarado, die ab 1968 regierte, die Großgrundbesitzer 1969 durch eine Landreform enteignete, ging auch die Hazienda Pampa Blanca in eine Kooperative über. Die Kooperative erhielt den Betrieb der Bahn nicht aufrecht, die in der Folgezeit verfiel.[1]:80
- Die Bahnstrecke Ensenada–Chucarapi hatte einen ähnlichen Ursprung, war ebenfalls eine Schmalspurbahn, allerdings in der Spurweite von 600 mm, und 40 km lang.[1]:80
- Die Bahnstrecke Vitor–Sotillo war eine echte Zweigstrecke und wie die Hauptstrecke in Normalspur errichtet. Sie war 12 km lang und zweigte im Bahnhof Vitor, südlich von La Joya, von der Hauptstrecke ab. Ihr Bau war noch von der peruanischen Regierung initiiert. Sie ging aber erst unter der Betriebsleitung der Peruvian Corporation 1899 in Betrieb, die die Strecke 1923 dem Staat übergab. Der Betrieb war wirtschaftlich auf die Dauer kein Erfolg, eine angedachte Verlängerung kam nie zu Stande. Nach 1925, aber vor 1932 wurde sie aufgegeben.[1]:80

## Verkehr
Bis in die Mitte der 1960er Jahre gab es eine Schlafwagenverbindung von Arequipa nach Puno, wo nach der Nachtfahrt die Fähre über den Titicacasee nach Bolivien erreicht werden konnte.:69
Auf der Strecke fahren heute im Regelverkehr ausschließlich Güterzüge. Darüber hinaus nutzt der touristisch ausgerichtete Belmond Andean Explorer die Strecke zwischen Juliaca und Arequipa.